# Alquilfenol

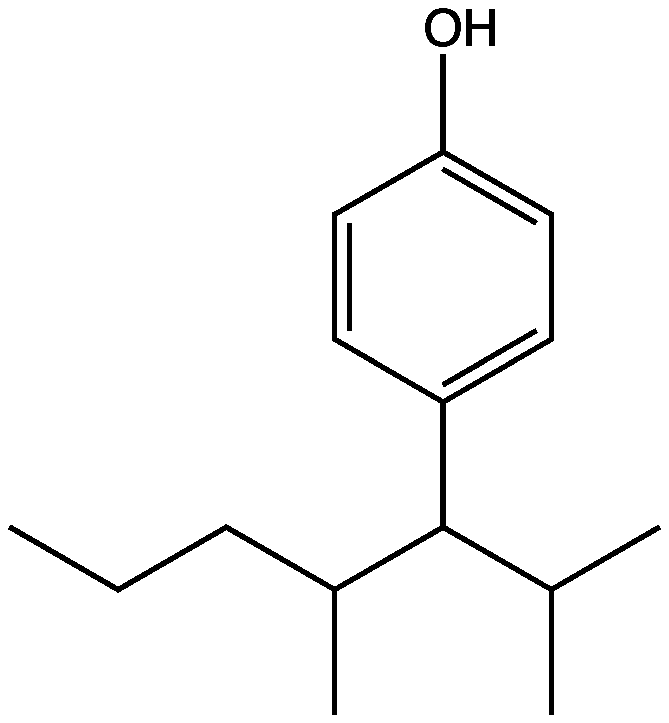
Estructura del nonilfenol, un tipo de alquilfenol

Alquilfenol es un grupo funcional de sustancias químicas utilizados como herbicidas y otras aplicaciones como en la fabricación de PVC y el poliestireno modificado con un alto potencial de contaminación ambiental. Entre las sustancias que pertenecen a este grupo se encuentran por ejemplo el p-nonilfenol.
Son obtenidos por alquilación de fenoles. A estos compuestos se les denomina alquilfenoles (AF). Son un grupo de sustancias químicas no halogenadas que alteran el sistema hormonal (conocidas como disruptores endocrinos).
Los alquilfenoles son fabricados para producir fundamentalmente los llamados alquilfenoles etoxilados (AFE), un grupo de surfactantes no iónicos. Los más usados son los nonilfenoles etoxilados (NFE) pero también en menor medida, los octilfenoles etoxilados (OFE). Algunos se encuentran formando parte de productos domésticos. Por ejemplo, los alquilfenoles etoxilados, se encuentran en productos de limpieza, aerosoles para plantas, plásticos, pinturas al agua y cosméticos. 
Los AF pertenecen al grupo de los compuestos orgánicos persistentes (COP), junto a otros como organometálicos, ésteres de ftalato, y bisfenol A.

## Propiedades fisicoquímicas
Presentan baja volatilidad, elevado Kow (coeficiente de reparto octanol-agua). Como es muy elevado indica que tiene tendencia a disolverse en medio lipófilo, por tanto tiende a acumularse en tejido adiposo. También tiene elevado log Koc (coeficiente de adsorción a carbono orgánico), tendiendo a adsorberse en lodos, suelos y partículas en suspensión.
Tabla 1: Propiedades fisicoquímicas de los alquilfenoles más utilizados 
| Compuesto                       | Octilfenol | 4-tert-octilfenol | n-nonilfenol | Nonilfenol (ramificado) |
| Fórmula                         | C14H22O    | C14H22O           | C14H24O      | C14H24O                 |
| Nº CAS                          | 67554-50-1 | 99561-03-2        | 25154-52-3   | 84852-15-3              |
| Masa molecular                  | 206.33     | 206.33            | 220          | 220                     |
| Punto de fusión (°C)            | 79-82      | 79-82             | -8           | (-8) - 10               |
| Punto de ebullición (°C)        | 277        | -                 | 306.7        | 325.3                   |
| Presión de vapor (Pa 20 °C)     | 1          | -                 | 10           | 10                      |
| Densidad (g cm-3 20 °C)         | 0.95       | -                 | 0.926        | 0.931                   |
| Solubilidad agua (mg L-1 20 °C) | 12.6       | 7                 | 5            | 5                       |
| Log kow                         | 3.7-4.5    | 5.56              | 5.76         | 3.3-4.5                 |
| Log koc                         | 5.18       | 4.30              | 5.39         | 5.57                    |
| Cte de Henry                    | 6.5*10-5   | 8.0*10-6          | 1.5*10-5     | 3.0*10-5                |

## Tipos
Se pueden encontrar sustancias como propilfenol, butilfenol, amilfenol, heptilfenol, octilfenol, nonilfenol, dodecilfenol… aunque los alquilfenoles más comunes y por tanto, los que más aparecen son los derivados del octilfenol, nolilfenol y dodecilfenol.
Tanto los octilfenoles como los nonilfenoles son sustancias con masa y fórmulas moleculares idénticas, pero presentan estructuras químicas distintas, es decir, son isómeros.
Los nolilfenoles son intermedios en la producción de antioxidantes que se utilizan para proteger o estabilizar polímeros, entre los que destacan el caucho y el cloruro de polivinilo (PVC). Por otra parte, los octilfenoles se van a utilizar como intermedios en la producción de resinas fenólicas (agentes adhesivos).
Dentro de este grupo también podemos encontrar los productos de descomposición como polietoxilatos de alquilfenol.

## Usos
Los alquilfenoles se utilizan para la producción de agentes tensioactivos o detergentes, dispersantes, emulsionantes o humectantes, también pueden usarse como plastificantes, y algunos derivados como aditivos en plásticos (como el PVC o el poliestireno modificado).
Se pueden encontrar incorporados en resinas fenólicas (y epoxi-fenólicas), que son muy utilizadas en numerosos hogares, por ejemplo en conducciones de agua potable, recubrimientos, etc. También en adhesivos, gomas, recubrimientos, productos de aseo personal y cosméticos, pinturas, pesticidas, detergentes, productos de limpieza, pesticidas, productos textiles...